# WTA Tour Championships 1994
Il WTA Tour Championships 1994 è stato un torneo di tennis femminile che si è giocato al Madison Square Garden di New York negli USA dal 14 al 20 novembre su campi in sintetico indoor. È stata la 24ª edizione del torneo di fine anno di singolare, la 19a del torneo di doppio.

## Campionesse

### Singolare
Gabriela Sabatini ha battuto in finale  Lindsay Davenport con il punteggio di 6–3, 6–2, 6–4.

### Doppio
Gigi Fernández /  Nataša Zvereva hanno battuto in finale  Jana Novotná /  Arantxa Sánchez Vicario con il punteggio di 6–3, 6(4)–7, 6–3.